# Willem Heda

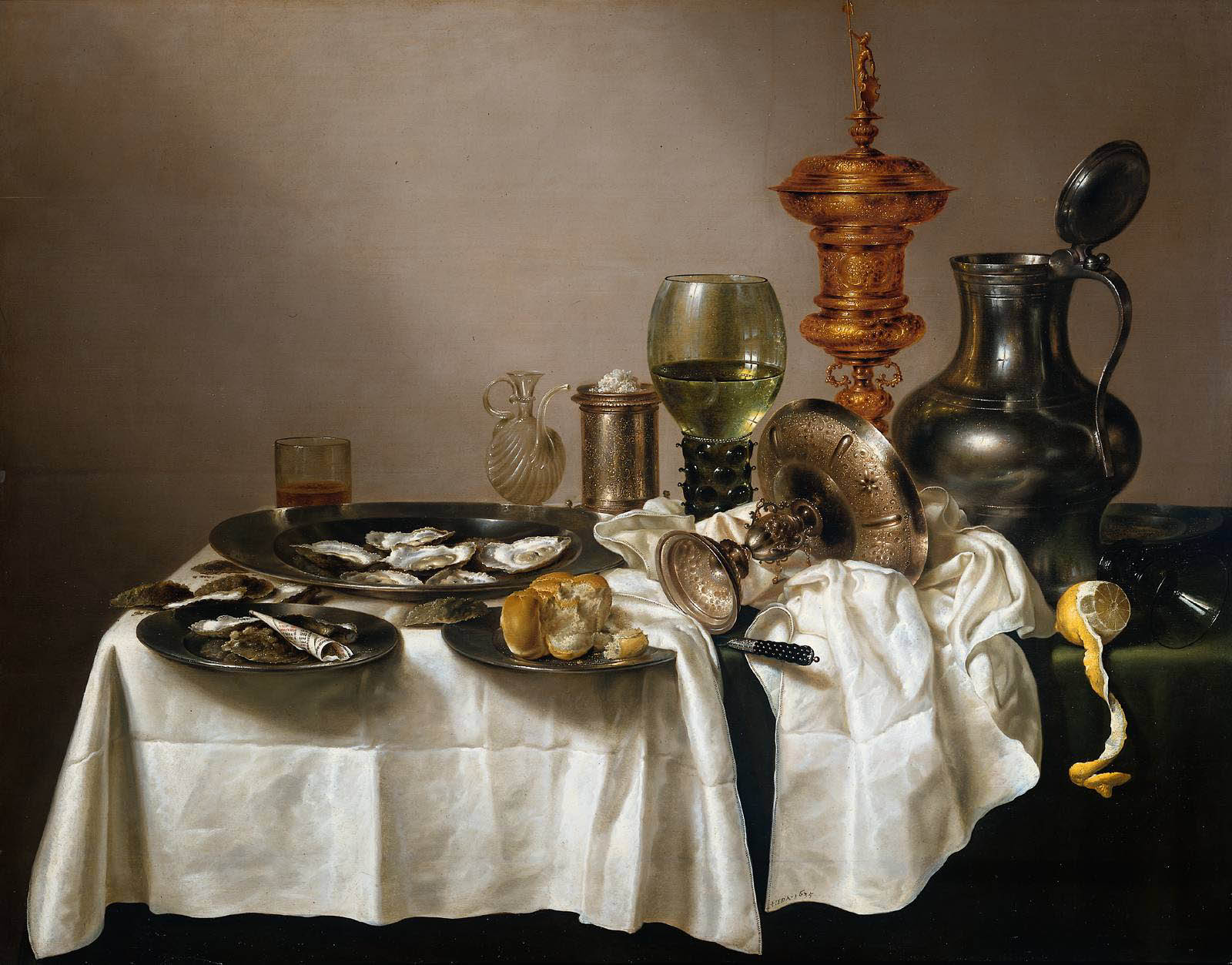
Naturaleza muerta con copa dorada, 1635, 88 x 113 cm. Óleo sobre tabla, Rijksmuseum, Ámsterdam.

Willem Claeszoon Heda (Haarlem, 14 de diciembre de 1594-1680) (escrito habitualmente como Willem Claesz. Heda) fue uno de los primeros artistas neerlandeses dedicados de manera prácticamente exclusiva a las pinturas de naturaleza muerta, aunque en su primera época pintó algún retrato y pinturas religiosas.

## Biografía y obra

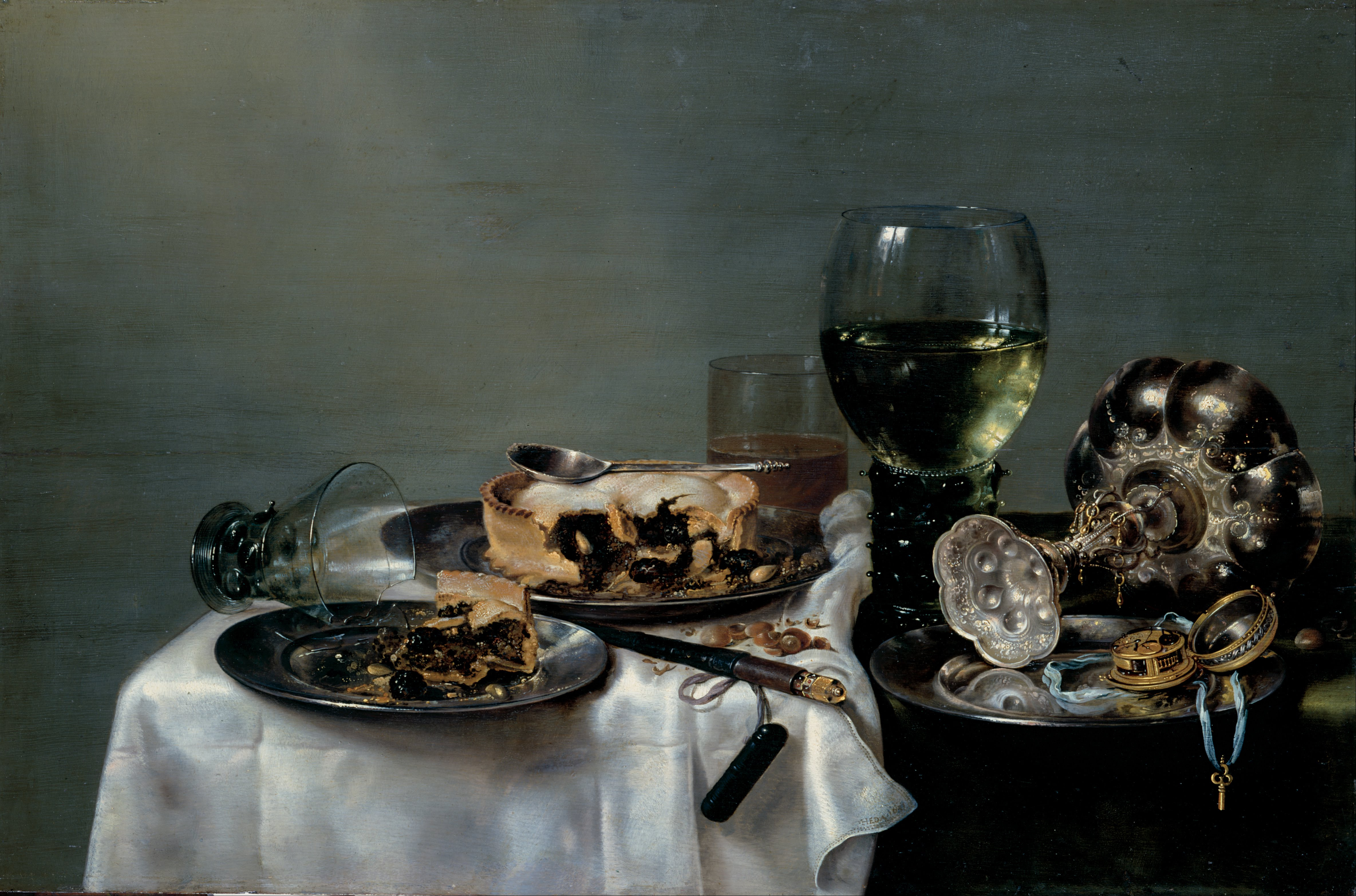
Mesa de desayuno con pastel de arándanos, 1631, Gemäldegalerie Alte Meister, Dresde.

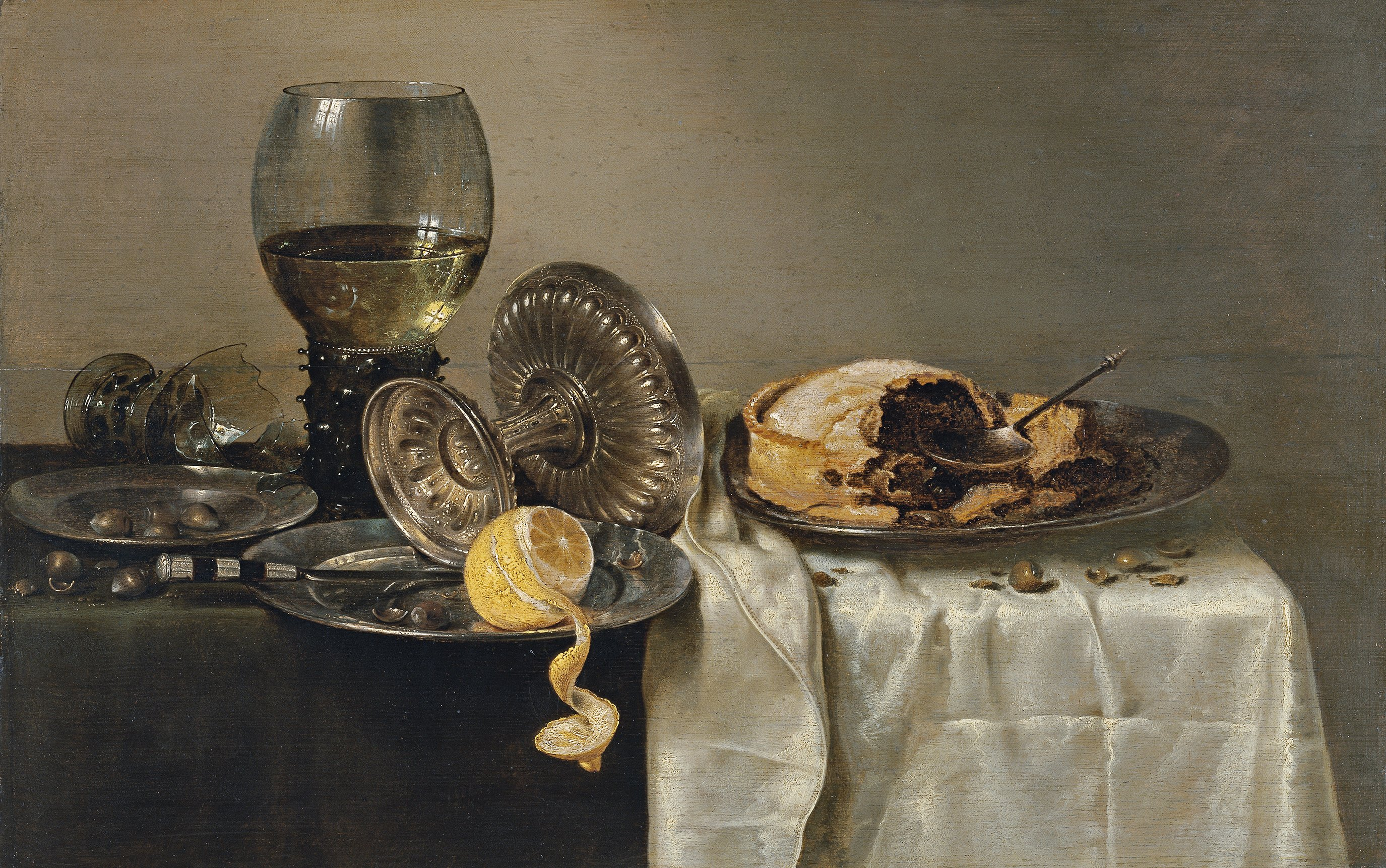
Bodegón con pastel de frutas y diversos objetos, 1634, Museo Thyssen-Bornemisza, Madrid.

Hijo del arquitecto de la ciudad Claes Pietrsz, el apellido Heda le llegó por parte de su madre. Se ignora la fecha en la que ingresó en el gremio de San Lucas de Haarlem, en el que ocupó cargos directivos a partir de 1631 y el decanato en 1644 y 1652-1653. Además desde 1614 era miembro de la Guardia Cívica de San Jorge, de la que en 1642 se convirtió en cabo, y tenía intereses en el comercio de tulipanes y cervezas, pues su mujer era hija de un cervecero y sus hijas casaron con cerveceros recibiendo espléndidas dotes gracias a su holgada posición económica.
A menudo se le confunde con Pieter Claesz., también pintor de bodegones. Era contemporáneo y camarada de Dirck Hals, afín a él en cuanto al toque pictórico y ejecución técnica. Pero Heda tenía un acabado más delicado que Hals, mostrando considerable habilidad y gusto en los arreglos y el colorido de sus tazas y jarras. Con exquisita sensibilidad capta los difíciles reflejos en todo tipo de superficies: desde los metales preciosos a los ordinarios. 
Son bodegones típicamente neerlandeses, con muy pocos elementos ordenados de manera simple: restos de una tarta, un vaso de vino medio vacío, frutas a medio pelar, jarras de estaño, cáscaras de nueces. No suelen ser mesas repletas de comida, abundantes, sino más bien presentan restos de comidas frugales, que invitan a reflexionar sobre la fugacidad de los placeres humanos. Aun así, presenta imágenes apetitosas con delicadezas como ostras sobre ricos platos, y rara vez sin su rodaja de limón, pan, espumoso, aceitunas y repostería. Incluso las más triviales comidas resultan encantadoras, con sus lonchas de jamón, pan, nueces y cerveza. 
Son escenas límpidas que tienden a la monocromía, en tonos sobrios como: amarillo dorado, el castaño, el verde, el gris y un blanco plateado. En la pintura holandesa de su época se diferenciaba entre "Ontbijte" (bodegón del desayuno) y "Banketje" (bodegón de merienda); los investigadores hablan, en referencia a su obra, de "banketjes monócromos" ("banquetes monocromos").
Sus primeras obras maestras, como la datada en 1623 y que se encuentra en la Alte Pinakothek de Múnich, es tan hogareña como la última de 1651 en la galería Liechtenstein de Viena. Una comida más lujosa es el "Almuerzo" en la galería de Augsburgo, datada 1644. 
La mayor parte de sus obras se encuentran en Europa, principalmente en las galerías de pinturas de París (Naturaleza muerta), Parma, Gante, Darmstadt, Gotha, Dresde, Múnich y Viena. En España, está representado con tres bodegones en el Museo del Prado, el Museo Thyssen-Bornemisza (Bodegón con pastel de frutas y diversos objetos, 1634, óleo sobre tabla), la Real Academia de Bellas Artes de San Fernando (Bodegón con jarra de cerveza, limón y cangrejo, 1633, óleo sobre lienzo), y el Museo de Cádiz (Naturaleza Muerta, 1633, óleo sobre tabla, 1663) en el que se descubrió la firma tras una limpieza en 1953.
Parece que influyó considerablemente en el joven Frans Hals. Asimismo, fue mentor del también artista Maerten Boelema de Stomme.